# Holacanthus passer
Holacanthus passer е вид бодлоперка от семейство Pomacanthidae. Видът не е застрашен от изчезване.

## Разпространение
Разпространен е в Гватемала, Еквадор (Галапагоски острови), Колумбия, Коста Рика, Мексико, Никарагуа, Панама, Перу, Салвадор и Хондурас.